# 31 av. J.-C.
Cette page concerne l'année 31 av. J.-C. du calendrier julien.

## Événements
- 1er janvier : début à Rome du consulat d'Octavien (pour la troisième fois) et de Marcus Valerius Messalla Corvinus[1].
- Printemps :
  - Agrippa prend Méthone dans le Péloponnèse. Octavien passe le canal d'Otrante et débarque ses troupes à Panormus, en Épire, puis avance sur Actium, occupée par Antoine[1].
  - Tremblement de terre qui fait environ 10 000 morts en Judée[2].
- Été : la stratégie d'Antoine de bloquer Octavien ou de l'attirer dans une bataille échoue. Agrippa prend Leucade et Patras[1].
- 20 août : éclipse solaire observée à Rome[3],[4], en phase partielle le soir.
- 2 septembre : la flotte d'Octavien et de l'amiral Agrippa défait Marc Antoine et Cléopâtre à la bataille d'Actium (en Épire)[1].
- 9 septembre : capitulation des légions d'Antoine en Grèce[1].
  - Antoine s’enfuit en Égypte, abandonnant sa flotte et son armée. Il se ressaisit et essaye de résister, mais Cléopâtre VII le trahit en négociant secrètement avec Octavien et en donnant par deux fois l’ordre à ses soldats de refuser le combat.

- Début de la construction du mausolée d'Auguste à Rome[5].
- Fondation de Nicopolis d’Épire pour célébrer la victoire d’Actium[6].
- Comme les Nabatéens cessent de payer le tribut peu après Actium, Cléopâtre exige d’Hérode, roi de Judée, qu’il leur déclare la guerre. Hérode est battu par Malichos à Canatha en Cœlé-Syrie, ce qui le contraint à se replier à l'ouest du Jourdain[7].
- Entre 31 et 27 av. J.-C., Messalla réprime une révolte en Aquitaine[8].

## Décès en 31 av. J.-C.
- Gaius Cassius Parmensis, écrivain romain.
- Hu Hanxie, chanyu des Xiongnu.